# بهداشت فردی

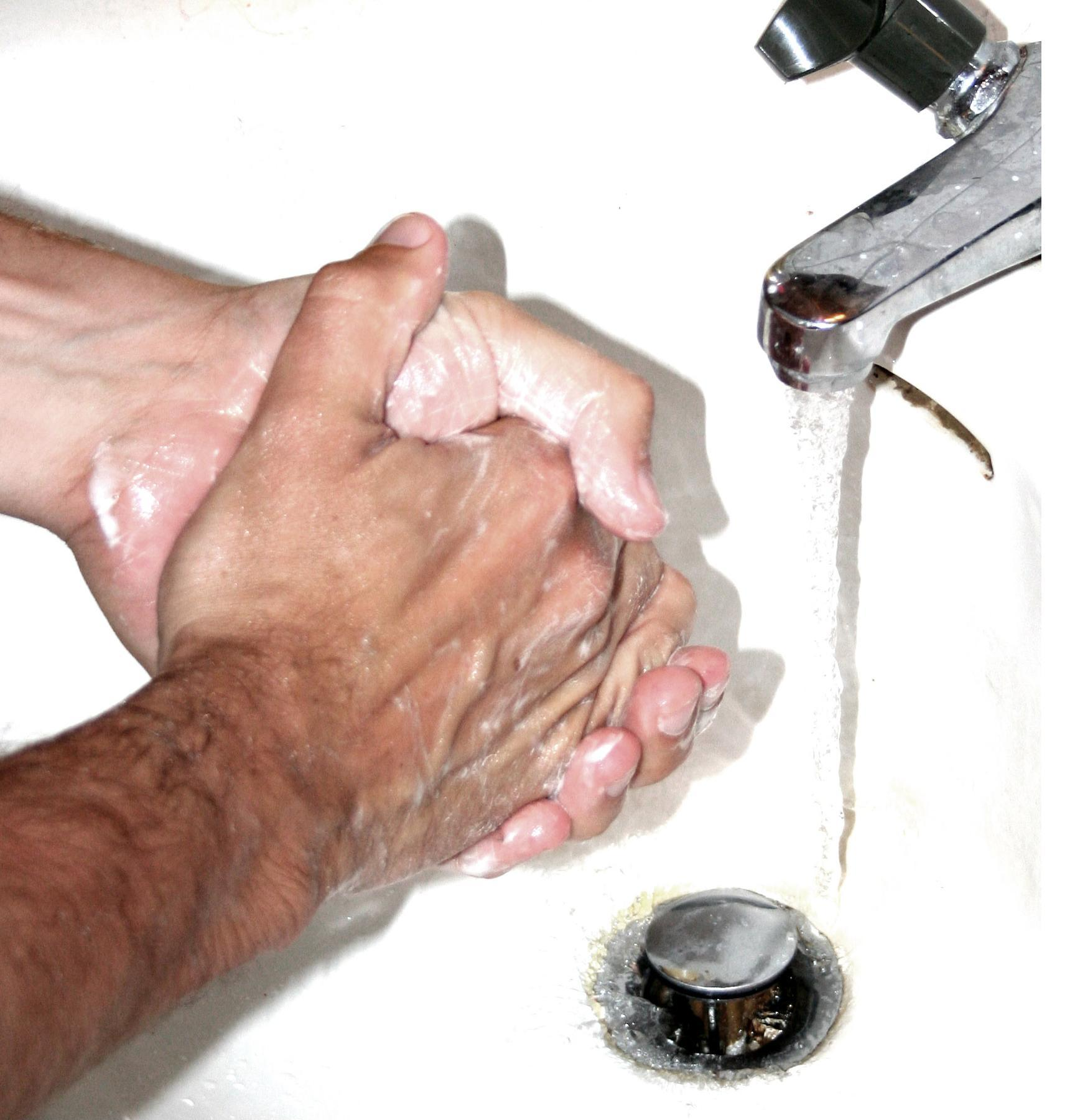
شستن دست‌ها روشی برای حفظ بهداشت است.

بهداشت فردی مجموعه‌ای از قوانین بهداشتی است که اجرای آن به حفظ و تقویت سلامت انسان کمک می‌کند. بهداشت فردی شامل بعضی اصول بهداشت عمومی است که برای افراد در هر سنی یکسان است، انجام میزان کافی از فعالیت‌های ذهنی و بدنی، انجام ورزش، مصرف منظم غذای کامل، خواب کامل و تعادل میان کار و استراحت از جملهٔ این اصول هستند.